# 若佐村
若佐村（わかさむら）は、かつて北海道常呂郡にあった村。現在の佐呂間町若佐地区。

## 沿革
- 1915年（大正4年）
  - 4月1日 - 北海道二級町村制施行により常呂郡鐺沸村が村制施行し、鐺沸村（とうふつむら）となる。
  - 11月1日 - 大字鐺沸を分割して常呂郡常呂村へ編入し、村名を佐呂間村に改称。
- 1948年（昭和23年）4月1日 - 佐呂間村から分村して若佐村が発足。
- 1953年（昭和28年）4月1日 - 佐呂間村が町制施行し佐呂間町となる。
- 1954年（昭和29年）- 若佐村内に11字を設置（栃木、富丘、朝日、武士、若佐、川西、中園、啓生、栄、大成、共立）
- 1956年（昭和31年）9月30日 - 若佐村と佐呂間町が合併して佐呂間町を新設。